# L'Épée de flammes
L'Épée de flammes (titre original : La espada encendida) est un récit poétique, épique et post-apocalyptique, de Pablo Neruda, paru en Argentine en 1970 aux éditions Losada (es), et traduit en français dès 1971 par Claude Couffon pour les éditions Gallimard, dans la collection « Du monde entier ». 
Il s'agit d'une des œuvres les plus singulières du poète, un livre de la maturité publié trois ans avant sa mort. Le recueil s'inscrit dans la partie de l’œuvre de Neruda plus inspirée par l'« imagination mythologique » que par l'engagement social.
En amont du texte, l'auteur a placé un argument, un bref texte qui retrace la trame narrative qui sera développée, dans lequel il présente le récit comme une « fable ».

## Contenu
L'humanité a été décimée par un événement nommé « Les grandes dévastations ». Rhodo et Rosia ont survécu. Ils sont les derniers humains. Ils se rencontrent dans les terres magellaniques et s'aiment. Ils forment le dernier et le premier couple de l'humanité et réveillent la colère de Dieu, sous la forme d'un volcan.
Rhodo et Rosia survivent et Dieu meurt. Ils prennent alors conscience de leur propre divinité et entament leur vie, prêts à avoir cent enfants pour repeupler la terre.

## Structure
Une citation de la Genèse (III,24) ouvre le recueil : « C'est ainsi qu'il chassa Adam ; et il mit à l'orient du jardin d’Éden les chérubins qui agitent une épée flamboyante, pour garder le chemin de l'Arbre de vie ».
La citation est suivie d'un argument dans lequel est relaté le récit, puis de l'épopée en 87 poèmes.